# Aulus Corneli Cels
Aulus o Aule Corneli Cels (en llatí: Aulus Cornelius Celsus) (? - segle i) va ser un escriptor, un enciclopedista romà, i potser metge, que va viure probablement a la Gàl·lia Narbonesa.
Segons diu William Smith, va viure en temps dels emperadors August i Tiberi, i pel que fa a la seva professió, es dubta de si va ser un practicant de la medicina o si només la va estudiar com a branca de la ciència general, a la manera d'alguns dels filòsofs grecs antics. De fet, Plini el Vell no l'anomena entre els metges de Roma en l'esbós que va fer de la història de la medicina a la Naturalis Historia.
És autor de De artibus, obra en la qual recollí enciclopèdicament els coneixements del seu temps. El sisè llibre, De arte medica o De Medicina, és l'únic conservat totalment, on parla de la dieta, la farmàcia, la cirurgia i altres temes relacionats. Va ser el primer text mèdic donat a la impremta (Florència, 1478) i va tenir una influència extraordinària en la medicina dels segles següents. Constitueix l'aportació mèdica més important de la cultura llatina després de l'obra de Galè.
El tractat de Cels sobre la medicina està dividit en vuit llibres. Comença amb un esbós assenyat de la història de la medicina, que acaba amb una comparació de les dues sectes rivals, l'Escola dogmàtica i l'Escola empírica. Els dos primers llibres parlen principalment de la dieta i dels principis generals de la terapèutica i la patologia, i la resta de llibres parlen de malalties concretes i del seu tractament. El tercer i el quart de malalties internes, el cinquè i el sisè de malalties externes, i dels preparats farmacèutics, i els dos últims de les malalties que s'han de tractar amb cirurgia. En el tractament de la malaltia, Cels segueix el mètode d'Asclepíades de Bitínia, però no al peu de la lletra, no dubta mai en adoptar la pràctica o l'opinió, encara que sigui contrària a la seva, si es veu confirmada per l'experiència directa. La descripció que fa dels símptomes de la febre i de les diferents varietats que presenta són correctes.

De medicina

Se suposa que les parts perdudes d'aquesta enciclopèdia incloïen volums sobre agricultura, dret, retòrica i arts marcials, segons Quintilià, que el tracta d'autor mediocre. De arte medica és un dels millors registres del saber dels metges alexandrins. Cels és també un dels precursors de l'experimentació en éssers humans.